# Torre de Can Boera
La Torre de Can Boera es un monumento protegido como bien cultural de interés nacional del municipio de Palafrugell (Bajo Ampurdán).

## Descripción
La torre se encuentra situada en la masía de Can Boera, situada en la calle de la Font. Tiene planta cuadrangular y está situada en el ángulo SE de la casa. El elemento más destacable de esta torre es la parte superior, ya que conserva la corceles de piedra casi en todo su perímetro. También hay aspilleras cuadrangulares. En el paramento de la fachada de acceso de la casa, la torre tiene una ventana rectangular en la parte baja y un reloj de sol pintado en la parte central. En el muro este hay, como elemento destacable, una ventana con relieves y antepecho moldurado, muy dañada.

## Historia
Este elemento forma parte de la masía de Can Boera, que tiene en la puerta de acceso la fecha de 1745. Seguramente la torre es de origen anterior, probablemente de los siglos XVI-XVII. Es la única masía con torre de defensa conservada dentro del casco urbano de Palafrugell. Actualmente, su función es de segunda residencia, y la torre forma parte de la vivienda.